# Sacoglossa
I sacoglossi (Sacoglossa (Ihering, 1876)) sono un superordine di molluschi gasteropodi dell'infraclasse Euthyneura.

## Descrizione

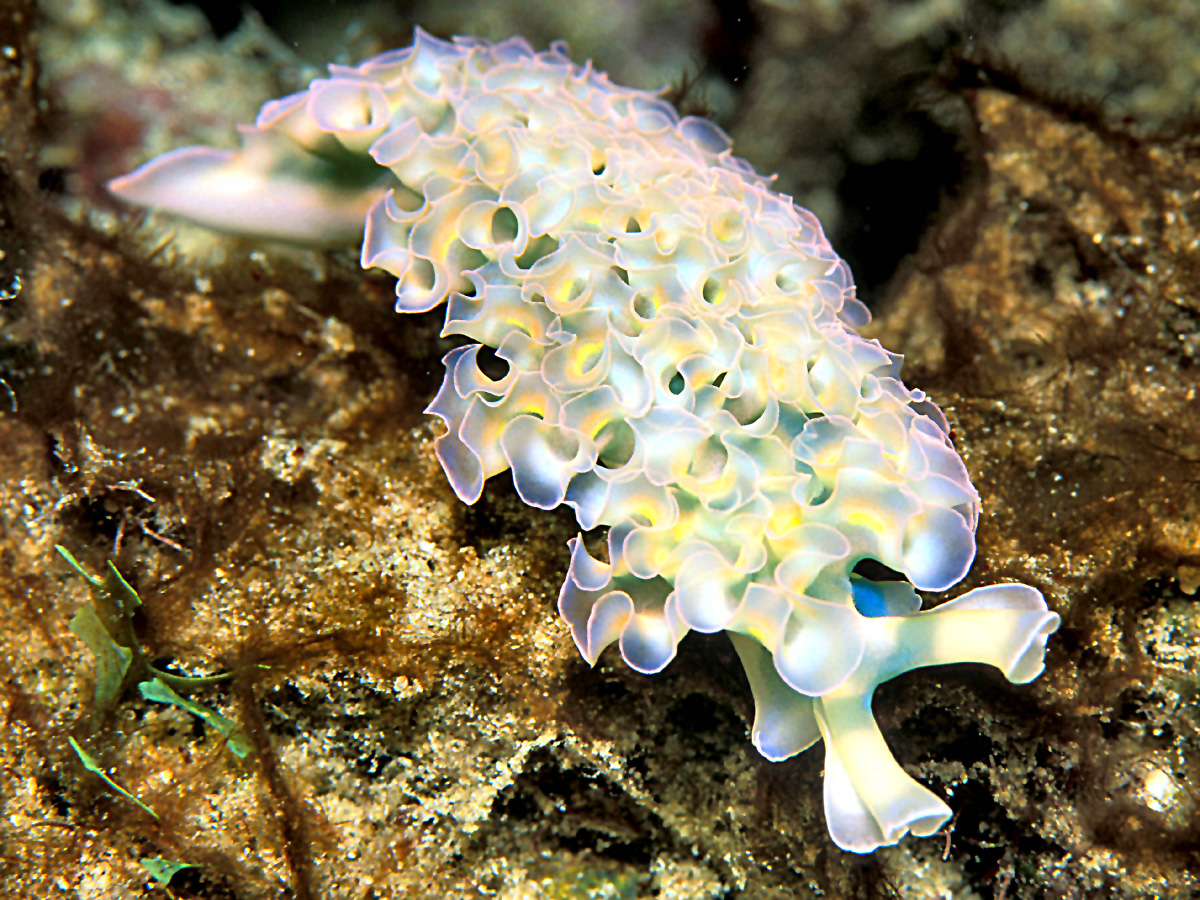
Elysia crispata

La maggior parte dei Sacoglossa (con l'eccezione delle specie appartenenti alle famiglie Volvatellidae, Oxynoidae e Juliidae) sono prive di conchiglia.
Alcune specie di Sacoglossi, come per esempio quelle appartenenti alla famiglia Elysiidae, hanno livree molto colorate il che può indurre a considerarli, erroneamente, come appartenenti al sottordine Nudibranchia.
Le conchiglie di alcune specie di Volvatellidae e di Oxynoidae assomigliano a quelle di alcuni Cephalaspidea. 

## Tassonomia

### Classificazione di Ponder e Lindberg (1997)
Nella classificazione di Ponder e Lindberg (1997) il sottordine Sacoglossa veniva suddiviso in quattro superfamiglie:
- Cylindrobulloidea
- Elysioidea
- Limapontioidea
- Oxynooidea

### Classificazione di Bouchet & Rocroi (2005)
Nella classificazione filogenetica proposta da Bouchet & Rocroi (2005) il clade Sacoglossa comprende solo 3 superfamiglie, secondo il seguente schema:
- Subclade Oxynoacea 
  - Superfamiglia Oxynooidea
- Subclade Placobranchacea
  - Superfamiglia Placobranchoidea
  - Superfamiglia Limapontioidea

La superfamiglia Cylindrobulloidea è assegnata al "sister group"  Cylindrobullida. La famiglia Elysiidae è considerata sinonimo di Placobranchidae mentre le famiglie Oleidae e Stiligeridae sono assorbite nella famiglia Limapontiidae.

### Classificazione MolluscaBase/WoRMS (2020)
La classificazione attualmente accettata, frutto di una revisione del 2017 della classificazione di Bouchet & Rocroi che ha portato alla reintroduzione dei tradizionali ranghi linneani al posto di cladi e gruppi informali, assegna al raggruppamento Sacoglossa il rango di superordine, suddividendolo in 3 superfamiglie: Oxynooidea, Plakobranchoidea e Platyhedyloidea:
- Superfamiglia Oxynooidea Stoliczka, 1868 (1847)
  - Famiglia Cylindrobullidae Thiele, 1931
  - Famiglia Juliidae E. A. Smith, 1885
  - Famiglia Oxynoidae Stoliczka, 1868 (1847)
  - Famiglia Volvatellidae Pilsbry, 1895
- Superfamiglia Plakobranchoidea Gray, 1840
  - Famiglia Costasiellidae K. B. Clark, 1984
  - Famiglia Hermaeidae H. Adams & A. Adams, 1854
  - Famiglia Limapontiidae Gray, 1847
  - Famiglia Plakobranchidae Gray, 1840
- Superfamiglia Platyhedyloidea Salvini-Plawen, 1973
  - Famiglia Platyhedylidae Salvini-Plawen, 1973